# Atom-Moratorium
Als Atom-Moratorium bezeichnet man die politische Entscheidung der schwarz-gelben Regierung Merkel vom 14. März 2011, drei Tage nachdem in Japan Tausende durch Tsunami nach Seebeben starben und zudem das Kernkraftwerk Fukushima zerstört wurde, alle 17 deutschen Kernkraftwerke einer Sicherheitsprüfung zu unterziehen und dazu die sieben ältesten Kraftwerke und den Problemreaktor Krümmel drei Monate lang stillzulegen bzw. abgeschaltet zu lassen, wenn sie sich zu diesem Zeitpunkt nicht in Betrieb befanden. 
Erst im Oktober 2010 hatte der Bundestag mit derselben Koalitionsmehrheit eine Laufzeitverlängerung deutscher Kernkraftwerke um bis zu 14 Jahre (2036 anstatt 2022) formell beschlossen. Das ohne Parlamentsbeteligung von der Regierung verkündete Atom-Moratorium, eine teilweise als überhastet kritisierte Maßnahme, leitete die Rückkehr zum 2002 erstmals beschlossenen Atomausstieg ein, der am 30. Juni 2011 vom Bundestag angenommen wurde.
Das Moratorium war kein Gesetz, sondern wurde mit dem seit Herbst 2010 gültigen Atomgesetz als „vorsorgliche Gefahrenabwehr“ begründet. Auf Bitte der Bundesregierung ordneten die Atomaufsichtsbehörden der Länder, in denen diese Kraftwerke stehen, ihre befristete Stilllegung (Abschaltung) an. Einige Bundesländer fürchteten erhebliche Schadensersatzforderungen, falls Gerichte das Moratorium als rechtlich unzulässigen Eingriff beurteilen. In einigen Fällen wurde verwaltungsgerichtlich festgestellt, dass die Anordnung zur vorübergehenden Abschaltung rechtswidrig war. Einige Betreiber kündigten an, freiwillig auf ein Wiederanfahren abgeschalteter Reaktoren zu verzichten. Gegen sie erging deshalb keine behördliche Anordnung.

Im Rahmen des Atom-Moratiums abgeschaltete Kernreaktoren (rot) und weiter in Betrieb befindliche Reaktoren (blau), mit Leistungen in MW

## Vorgeschichte
Die Bundesregierung hatte am 5. September 2010 eine gesetzliche Laufzeitverlängerung um acht Jahre für ältere bzw. 14 Jahre für jüngere der 17 deutschen Kernreaktoren sowie die Übertragbarkeit von Reststrommengen beschlossen und damit den im Jahr 2000 vereinbarten sogenannten Atomkonsens ersetzt. Die Gesetzesänderung wurde als Vertrag mit den vier großen deutschen Betreibergesellschaften umgesetzt. Darin wurden die nach dem 2002 zuletzt geänderten Atomgesetz im Jahr 2011 und 2012 anstehenden Abschaltungen einiger älterer Kraftwerke ohne neue Sicherheitsprüfungen aufgeschoben. Eine Zustimmung des Bundesrats war nicht vorgesehen. Neun von 16 Bundesländern reichten dagegen eine Verfassungsklage ein. In Umfragen lehnten Mehrheiten von bis zu 77 % die beschlossene, 48 % jede Laufzeitverlängerung ab, ebenso viele kommunale Energieversorger. Die Anti-Atomkraft-Bewegung nahm einen neuen Aufschwung.

## Anlass und Bekanntgabe
Mit dem Atom-Moratorium reagierte die Bundesregierung auf die Katastrophe in vier Kernreaktoren des japanischen Kernkraftwerks Fukushima I, die am 11. März 2011 durch ein starkes Erdbeben und/oder einen nachfolgenden Tsunami ausgelöst wurde.
Nach Telefonaten mit einigen Ministerpräsidenten verkündete Bundeskanzlerin Angela Merkel am Abend des 14. März 2011 das Atom-Moratorium mit den Kernaussagen „Wir haben eine neue Lage“ und „Wir können nicht einfach zur Tagesordnung übergehen“.
Am 15. März 2011 trafen die Bundeskanzlerin, Wirtschaftsminister Rainer Brüderle und Umweltminister Norbert Röttgen sich mit den Ministerpräsidenten der Länder, in denen Atomkraftwerke in Betrieb waren: Horst Seehofer (CSU, Bayern), Stefan Mappus (CDU, Baden-Württemberg), Volker Bouffier (CDU, Hessen), David McAllister (CDU, Niedersachsen) und Peter Harry Carstensen (CDU, Schleswig-Holstein). In der abschließenden Pressekonferenz erläuterte Merkel den Moratoriumsbeschluss:
Die Katastrophe in Japan stelle Deutschland wie die Welt vor eine völlig neue Situation, weil erstmals nicht menschliches oder technisches Versagen, sondern so nie erwartete Naturgewalten zu massiven Problemen beim Betrieb eines Kernkraftwerkes geführt hätten. Dies sei ein Anlass, die Dinge unvoreingenommen zu überprüfen. Das Gebot äußerster Vorsorge zwinge erst einmal zur Abschaltung der älteren Kraftwerke, ergänzte Röttgen. Als rechtliche Grundlage dafür nannte er § 19 Absatz 3 des Atomgesetzes.
Merkel kündigte zudem an, sie wolle sich in der EU und den G 20-Staaten für einheitliche und hohe Sicherheitsstandards einsetzen.
Medien und Öffentlichkeit waren sehr überrascht von dem Moratorium: die CDU hatte
- den „Atomkonsens“ von 2000 immer wieder kritisiert;
- angekündigt, ihn im Falle eines Wahlsiegs bei der Bundestagswahl im September 2009 zu revidieren
- und etwa ein Jahr nach dem Beginn der schwarz-gelben Koalition (Kabinett Merkel II) eine Laufzeitverlängerung deutscher Kernkraftwerke beschlossen.

Zahlreiche Medien zitierten Merkel (In der Zeit des Moratoriums solle die Sicherheit aller Reaktoren „ohne Tabus“ überprüft werden) und/oder Röttgen wörtlich (er kündigte eine „unvoreingenommene Diskussion“ an, „als wäre nicht über längere Laufzeiten entschieden“).

## Behauptete Rechtsgrundlage
Die Berufung Merkels und Röttgens auf § 19 Absatz 3 des Atomgesetzes hielten viele Verfassungsrechtler für rechtlich nicht stichhaltig. Er erlaubt der Atomaufsicht einstweilige oder endgültige Abschaltung von Atomkraftwerken zur Gefahrenabwehr. Der Präsident des Bundesverfassungsgerichts a. D. Hans-Jürgen Papier nannte die Stilllegung der älteren Meiler „illegale Maßnahmen“, gegen die die Betreiber mit guten Erfolgsaussichten klagen könnten. Denn die Bundesregierung habe selbst weder einen rechtswidrigen Zustand noch eine akute Gefährdung angegeben, die nach dem gültigen Atomgesetz für eine Stilllegung vorliegen müssten. Für den von Norbert Röttgen (CDU) behaupteten „Gefahrenverdacht“ sehe er keine Anhaltspunkte. Er wundere sich, dass die Regierung den „rechtsstaatlich gebotenen Weg“ einer Gesetzesänderung nicht beschreite und damit milliardenschwere Schadensersatzforderungen ermögliche.
Am 15. März 2011 hatten Siegfried Kauder (CDU) und Bundestagspräsident Norbert Lammert (CDU) bezweifelt, dass Bund und Länder die Abschaltung von Atomkraftwerken ohne Bundestagsbeschluss veranlassen dürften; Lammert ließ dies prüfen. Ulrich Schellenberg, Vizepräsident des Deutschen Anwaltvereins, nannte Lammerts Bedenken am 18. März „absolut berechtigt“: Merkel übergehe das Parlament als Gesetzgeber mit einem „konstruierten“ Hinweis auf das Atomgesetz. Der Vorsitzende der Bundesrechtsanwaltskammer Christian Kirchberg plädierte – wie auch die Oppositionsparteien – für ein spezielles Stilllegungs- und Ausstiegsgesetz oder für eine Änderung des geltenden Atomgesetzes.

## Durchführung

### Sicherheitsprüfung
Die seit langem bestehende Reaktor-Sicherheitskommission (RSK) sollte die Sicherheitsstandards der deutschen Kernkraftwerke nach der Katastrophe in Japan neu prüfen. Da das Bundesumweltministerium die Sicherheitskriterien des alten Atomgesetzes nicht umgesetzt hatte, wurde befürchtet, die Prüfung werde nach Standards der 1970er und 1980er Jahre durchgeführt. Dies wurde als unglaubwürdig kritisiert.
Röttgen erklärte am 31. März 2011, es werde geprüft, ob diese Standards aufgrund neuer Annahmen neu definiert werden müssten. Die RSK solle das bisher nicht abgedeckte Risiko von Atomkraftwerken ermitteln. Die Kommission sei im Rahmen einer „Selbstbeauftragung“ auch gebeten, aus eigenem Antrieb darüber zu diskutieren, was die aus der Katastrophe resultierenden zu klärenden Fragen sind.
Die RSK gab einen Anforderungskatalog für deutsche Atomkraftwerke bekannt: Im Rahmen des „Stresstests“ sollen sieben Teams der Gesellschaft für Reaktorsicherheit etwa die Vorkehrungen gegen Terroranschläge, Flugzeugabstürze, Staudammbruch, Erdbeben, extreme Hitze und Kälte sowie längere Stromausfälle prüfen. Die RSK veröffentlichte am 16. Mai 2011 eine Stellungnahme, in der sie feststellte, dass deutsche Kernkraftwerke im Vergleich zum Fukushima-Kernkraftwerk besser auf Ereignisse wie Stromausfall und Hochwasser vorbereitet waren. Aus der Untersuchung ergaben sich keine Hinweise auf die Notwendigkeit einer unverzüglichen Abschaltung deutscher Kernkraftwerke.
Auch auf Ebene der Europäischen Union wurde 2011 eine Sicherheitsüberprüfung für alle 143 Kernkraftwerke in Europa angeordnet (siehe Abschnitt Stresstest für Kernkraftwerke im Artikel „Reaktorsicherheit“).

### Ethikkommission
Die Bundeskanzlerin setzte am 22. März 2011 eine Ethik-Kommission ein, die über die Zukunft der Kernenergie beraten, einen gesellschaftlichen Konsens zum Atomausstieg vorbereiten, die damit verbundenen Risiken bewerten und praktikable Vorschläge für den Übergang zu erneuerbaren Energien erarbeiten soll. „Die Arbeit der Kommission richtet sich auf den schnellen Übergang in das Zeitalter der erneuerbaren Energien“, war also bereits mit einer Zielvorgabe ausgestattet.

### Atomgesetz
Am 17. März beantragten die Bundestagsfraktionen von SPD und Grünen eine Änderung des geltenden Atomgesetzes, die einen schnelleren Ausstieg ermöglichen sollte. Die Mehrheit der Abgeordneten lehnte diesen Antrag ab.
Am 31. März erklärte Umweltminister Röttgen, angestrebt werde ein neuer Atomkonsens, auf dessen Basis bis Mitte Juni das geltende Atomgesetz möglichst einvernehmlich geändert werden solle.
Am 1. April kündigte die rotgrüne Landesregierung Nordrhein-Westfalens eine Initiative im Bundesrat für ein neues Ausstiegsgesetz an.

### Außerbetriebnahme
| Bezeichnung      | Bundes- land | Betrei- ber | Typ (KWU)        | Brutto- Leistung in MW | Netto- Leistung in MW | Energie- erzeugung bis 2010 in TWh | Reststrom- menge ab Februar 2011 in TWh | Reststrom- menge ab Februar 2011 in TWh mit Laufzeit- Verlängerung | Bau- beginn   | Kommer- zieller Betrieb | Außer Betrieb (Atomgesetz 2002) | Außer Betrieb (Laufzeit- Verlängerung 2010) | Außer Betrieb (durch Moratorium endgültig stillgelegt) | Mittlere Kraft- werksver- fügbarkeit über Betriebs- zeitraum |
| ---------------- | ------------ | ----------- | ---------------- | ---------------------- | --------------------- | ---------------------------------- | --------------------------------------- | ------------------------------------------------------------------ | ------------- | ----------------------- | ------------------------------- | ------------------------------------------- | ------------------------------------------------------ | ------------------------------------------------------------ |
| Unterweser       | NI           | E.ON        | DWR (Vor-Konvoi) | 1.410                  | 1.345                 | 287,4                              | 12,607                                  | 91,711                                                             | 1. Juli 1972  | 6. Sep. 1979            | 2013                            | 2020                                        | 2011                                                   | 82,1 %                                                       |
| Brunsbüttel      | SH           | Vattenfall  | SWR-69           | 806                    | 771                   | 120,4                              | 11,000                                  | 52,038                                                             | 15. Apr. 1970 | 9. Feb. 1977            | 2013                            | 2020                                        | 2011                                                   | 59,7 %                                                       |
| Krümmel          | SH           | Vattenfall  | SWR-69           | 1.401                  | 1.345                 | 201,7                              | 88,245                                  | 212,406                                                            | 5. Apr. 1974  | 28. März 1984           | 2021                            | 2033                                        | 2011                                                   | 71,7 %                                                       |
| Biblis A         | HE           | RWE         | DWR (Vor-Konvoi) | 1.225                  | 1.167                 | 230,7                              | 3,468                                   | 72,085                                                             | 1. Jan. 1970  | 26. Feb. 1975           | 2011                            | 2020                                        | 2011                                                   | 68,0 %                                                       |
| Biblis B         | HE           | RWE         | DWR (Vor-Konvoi) | 1.300                  | 1.240                 | 245,7                              | 8,551                                   | 79,214                                                             | 1. Feb. 1972  | 31. Jan. 1977           | 2011                            | 2019                                        | 2011                                                   | 73,0 %                                                       |
| Philippsburg 1   | BW           | EnBW        | SWR-69           | 926                    | 890                   | 186,1                              | 9,227                                   | 65,053                                                             | 1. Okt. 1970  | 26. März 1980           | 2013                            | 2020                                        | 2011                                                   | 79,4 %                                                       |
| Isar/Ohu 1       | BY           | E.ON        | SWR-69           | 912                    | 878                   | 196,7                              | 2,932                                   | 57,916                                                             | 1. Mai 1972   | 21. März 1979           | 2012                            | 2019                                        | 2011                                                   | 83,1 %                                                       |
| Neckarwestheim 1 | BW           | EnBW        | DWR (Vor-Konvoi) | 840                    | 785                   | 185,4                              | 0,000                                   | 50,613                                                             | 1. Feb. 1972  | 1. Dez. 1976            | 2011                            | 2019                                        | 2011                                                   | 84,7 %                                                       |

Sechs dieser acht Kernkraftwerke mit einer Nettoleistung von 6.305 MW wurden beim Moratorium abgeschaltet. Das KKW Brunsbüttel wurde bereits im Juli 2007 abgeschaltet, das KKW Krümmel hatte aufgrund technischer Probleme seit Mitte 2007 fast durchgängig keinen Strom erzeugt. Besonders betroffen beim Moratorium war und ist Süddeutschland: Südlich des Mains wurden fünf Kernreaktoren mit einer Nettoleistung von zusammen 4.960 MW abgeschaltet.

## Folgen

### Wahlen
Angela Merkels Entscheidung überraschte viele Beobachter und auch die Basis der Regierungsparteien CDU, CSU und FDP. Da sie sechs bzw. 13 Tage vor einigen Landtagswahlen 2011 bekannt gegeben wurde, vermuteten viele zunächst eher Wahlkampfgründe als eine tatsächliche und dauerhafte Abkehr von ihrer bisherigen Atompolitik. Interne Äußerungen von Bundeswirtschaftsminister Rainer Brüderle, der bis dahin als starker Kernkraftbefürworter hervorgetreten war, bei einem Treffen mit dem Bundesverband der Deutschen Industrie bestätigten für viele diese Vermutung.
Die Wahlerfolge von Bündnis 90/Die Grünen bei drei Landtagswahlen im März 2011, besonders die Ablösung der 58 Jahre regierenden CDU in Baden-Württemberg, gelten auch als Folge dieses „Glaubwürdigkeitsproblems“.

### Stromversorgung
Der damalige Bundeswirtschaftsminister Rainer Brüderle schloss bei der Bekanntgabe am 15. März aus, dass das Moratorium die Stromversorgung gefährde. Es gebe auch ohne die sieben abzuschaltenden Anlagen eine hinreichende Versorgungssicherheit in Deutschland. Strompreiserhöhungen schloss er nicht aus. Auch Matthias Kurth, Chef der Bundesnetzagentur, wies in einem Spiegel-Interview die von Teilen der Energiewirtschaft sowie dem BDEW geäußerten Befürchtungen eines Zusammenbruches des Stromnetzes zurück. Zwar habe die Debatte einen „berechtigten Hintergrund“, jedoch sei sie „oft oberflächlich und interessengeleitet“. Es sei nun „verantwortungsvolles und umsichtiges Handeln“ erforderlich, ergänzt durch weitere Maßnahmen zur Netzstabilisierung, ein Blackout drohe aber nicht. Die „Effekte des Moratoriums auf die Netze“ seien „beherrschbar“. Auch seien die verbliebenen deutschen Kraftwerke immer noch in der Lage, mehr Strom zu erzeugen, als Deutschland insgesamt verbrauche.
Im Mai 2011 waren zeitweise nur noch vier der 17 Atomkraftwerke in Deutschland am Netz: Nur noch Isar 2 und Gundremmingen C (Bayern), Brokdorf (Schleswig-Holstein) und Neckarwestheim 2 (Baden-Württemberg) produzierten Strom, vier weitere waren wegen Wartungsarbeiten vom Netz.
Bei der Kältewelle in Europa 2012 im Januar und Februar 2012 zeigte sich die Stabilität der deutschen Stromversorgung, Deutschland exportierte in dieser Zeit sogar Strom.

### Wirtschaftliche Folgen
Der durch das Moratorium den Betreibern der sieben abgeschalteten Reaktoren entgangene Gewinn wurde bis Mitte Juni 2011 auf 500 Millionen Euro geschätzt.
Am 1. April 2011 reichte RWE beim Hessischen Verwaltungsgerichtshof in Kassel Klage gegen die Anweisung ein, das von ihr betriebene Kernkraftwerk Biblis abzuschalten. Der VGH Kassel erklärte das Moratorium 2013 auf die Klage von RWE hin für rechtswidrig. Die Beschwerde des Landes Hessen gegen die Nichtzulassung der Revision wurde im Januar 2014 vom Bundesverwaltungsgericht zurückgewiesen. Das Urteil öffnet RWE den Weg für zivilrechtliche Schadenersatzansprüche. Das Unternehmen klagt wegen der Stilllegung von Biblis auf 235 Millionen Euro Schadensersatz.
Die beiden anderen vom Moratorium betroffenen Kernkraftwerk-Betreiber in Deutschland, E.ON und EnBW, hatten aus Imagegründen von einer Klage abgesehen.
Am 1. Oktober 2014 teilte E.ON mit, man habe beim Landgericht Hannover Klage eingereicht, weil man durch die dreimonatige Abschaltung der Kernkraftwerke Unterweser und Isar 1 circa 380 Millionen Euro Schaden erlitten habe. Das Landgericht Hannover hat die Klage am 4. Juli 2016 abgewiesen.
Im April 2016 hat das Landgericht Bonn eine Klage von EnBW gegen das Land Baden-Württemberg und die Bundesrepublik Deutschland auf 261 Millionen Euro Schadenersatz für die vorübergehende Stilllegung der Kernkraftwerke Neckarwestheim I und Philippsburg I im Zuge des AKW-Moratoriums abgewiesen. Das Gericht begründete die Abweisung damit, dass EnBW gegen die Einstellungsanordnungen Anfechtungsklage hätte erheben müssen. Dann hätte die Klage Aussicht auf Erfolg gehabt: Ohne konkrete Anhaltspunkte für etwaige Gefahren sei die Anordnung der Abschaltung nach dem Gesetz nicht gerechtfertigt. Die Klage gegen die Bundesrepublik Deutschland wurde wegen fehlender Passivlegitimation abgewiesen.

### Strompreise und Stromimporte
Verbraucherschutzministerin Ilse Aigner warnte die vier deutschen Stromkonzerne am 23. März, das Moratorium zum „Vorwand“ für erneute Erhöhungen der Strompreise zu nehmen. Diese seien wegen vorheriger Erhöhungen durch die entstehenden Kosten nicht zu rechtfertigen. Die Anbieter seien zu mehr Preistransparenz verpflichtet. Verbraucher sollten bei ungerechtfertigten Preiserhöhungen den Anbieter wechseln.
Am 2. April erklärte ein RWE-Sprecher, das Moratorium könne um bis zu fünf Prozent höhere Preise für Privatkunden nach sich ziehen, da sich die Versorgungsunternehmen „jetzt zu hohen Börsenpreisen eindecken müssen“. Die Abschaltung von Biblis bewirke für RWE „einen substanziellen Schaden“. Sie belaste das Stromnetz bis an seine Grenzen und könne noch 2011 Engpässe in der Stromversorgung verursachen.
Am 4. April behauptete Hildegard Müller, Hauptgeschäftsführerin beim  Bundesverband der Energie- und Wasserwirtschaft (BDEW), das Moratorium habe bereits um 12 Prozent gestiegene Preise im Terminmarkt des Stromgroßhandels für die Grundlast von 2011 und 2012 bewirkt, ähnlich auch für die Spitzenlast-Produkte. Seit dem 17. März habe der Stromimport den Export übertroffen, dabei hätten sich Stromflüsse aus Frankreich und Tschechien verdoppelt, Stromflüsse in die Niederlande und die Schweiz dagegen halbiert.
RWE-Innogy-Chef Fritz Vahrenholt (SPD) meinte am selben Tag, nur erhebliche Stromimporte aus Frankreich und Tschechien verhinderten zur Zeit einen möglichen Stromausfall in Süddeutschland, lasteten aber die Leitungen voll aus. Es fehlten 3400 Kilometer Leitungen von der Nordseeküste nach Süddeutschland, die wegen durchschnittlicher 12 Jahre Planungs- und Bauzeit kaum vor 2020 fertiggestellt würden. Auch Pumpspeicherwerke bräuchten mindestens zehn Jahre bis zum Bau. Ohne ihren schnelleren Ausbau drohe regional eine „extreme Unterversorgung“, so dass eventuell der Strom für Industriebetriebe und ganze Städte abgeschaltet werden müsse. Dies könne ein enormes Preisgefälle verursachen. Wie derzeit in Hessen müssten bei Stilllegung aller deutschen Kernkraftwerke zwei Drittel des Stroms importiert werden.
Dem Bundesumweltministerium zufolge bleibe Deutschland auch nach dem Moratorium Netto-Stromexporteur. Die im September 2011 veröffentlichten Halbjahreszahlen des BDEW deuten darauf hin, dass diese Einschätzung zutreffend war. Zwar stiegen die Stromimporte von 19,9 TWh um 4,9 TWh auf 24,8 TWh (ein Plus von 24,4 %), während die Exporte von 30,9 TWh auf 29 TWh fielen. Gleichwohl blieb Deutschland mit einem Austauschsaldo von ca. 4 TWh netto Stromexporteur. Durch einen technischen Fehler bei der Datenverarbeitung wurden von BDEW zunächst jedoch falsche Zahlen publiziert, die von zahlreichen Medien aufgegriffen wurden. Diese Zahlen erweckten den Anschein, dass die Stromimporte stark gestiegen seien. Dies wurde jedoch mit einer weiteren Pressemitteilung richtiggestellt. Auch im Gesamtjahr 2011 blieb Deutschland mit einem Saldo von 6 TWh weiterhin Stromexporteur; auch im 2. Halbjahr, in dem die acht durch das Moratorium abgeschalteten Kernkraftwerke nicht mehr zur Stromversorgung beitrugen, wurde ein Exportüberschuss verzeichnet. Auch während der Kältewelle in Europa 2012 blieb das Stromnetz in Deutschland nach Aussagen der Stromnetzbetreiber stabil. Es konnte während der morgendlichen Spitzenlast sogar ein Exportüberschuss von ca. 4 bis 5 GW erzielt werden, wobei der Strom vor allem nach Frankreich exportiert wurde, das aufgrund vieler Stromheizungen einen besonders hohen Importbedarf hatte.
Die für den BDI erstellte Studie Energieökonomische Analyse eines Ausstiegs aus der Kernenergie in Deutschland bis zum Jahr 2017, in der die Strompreisentwicklung bis zum Jahr 2020 untersucht wurde, kam zu dem Ergebnis, dass die Strompreise für Haushaltskunden bei Beibehaltung des Energiekonzeptes der Bundesregierung inklusive der Laufzeitverlängerung der Kernkraftwerke von 23,4 ct/kWh im Jahr 2010 auf 26,7 ct/kWh im Jahr 2020 ansteigen würden. Dies hätte einem Anstieg von 14 % entsprochen. In einem Alternativszenario, das auf dem von Bündnis 90/Die Grünen vorgeschlagenen Atomausstieg bis 2017 basiert, ergaben sich 27,6 ct/kWh, 0,9ct/kWh mehr als bei dem Referenzszenario mit Laufzeitverlängerung aller Kernkraftwerke. Hier hätte der Anstieg 18 % verglichen mit dem Stand von 2010 betragen. Für einen Drei-Personen-Haushalt mit einem Stromverbrauch von 3500 kWh pro Jahr hätte dies einen Anstieg der monatlichen Stromkosten um 2,63 Euro bedeutet.

### Erwartete Kohlenstoffdioxid-Emissionen
Britische Marktberater der Kohle-Industrie prognostizierten im April 2011, dass die verlorenen Strommengen der abgestellten sieben Atomkraftwerke nur durch verstärkte Nutzung von Kohlekraftwerken aufzufangen seien. Dies könne Deutschlands jährlichen CO2-Ausstoß um bis zu 10 % (45 bis 60 Millionen Tonnen) erhöhen. Jedoch führt dies laut einer für den BDI erstellten Studie nicht zu einem Anstieg der europaweiten Kohlenstoffdioxidemissionen, da diese durch den EU-Emissionshandel gedeckelt sind und somit von anderen am Emissionsrechtehandel teilnehmenden Unternehmen eingespart werden müssen. Allerdings würden ceteris paribus durch die daraus resultierende Verknappung die Preise für die Emissionsrechte steigen.

### Initiativen
Am 30. März 2011 schrieb Eicke R. Weber, Leiter des Fraunhofer-Instituts für Solare Energiesysteme, einen offenen Brief an die Bundeskanzlerin, den über 300 Wissenschaftler unterzeichneten.
Es könne auch künftig keine sicheren Kernkraftwerke geben, da ein Restrisiko wegen seiner Unvorhersagbarkeit prinzipiell auch durch bessere Technik nicht auszuschließen sei. Eine Energiewende sei bis 2020 machbar. Die Atomkraft sei als Brückentechnologie eher ungeeignet, da sie den Ausbau erneuerbarer Energien behindere. Gasgefeuerte Kraft-Wärme-Kopplungsanlagen, Speicher und Netzausbau dagegen könnten diese Brücke bilden. Wäre Atomkraft denselben Rahmenbedingungen unterworfen wie andere Energieformen und müssten ihre Risiken versichert werden, dann wäre sie die teuerste Energie. Dagegen könnten erneuerbare Energien bis 2050 Einspareffekte von bis 750 Mrd. Euro bewirken. Auch die Förderung von Kernfusion sei unwirtschaftlich und fragwürdig. Die Mittel dafür sollten „vollständig für die Erforschung der erneuerbaren Energien und für Energieeffizienztechnologien umgewidmet werden“.

„Im Angesicht der Ereignisse in Japan sollten die deutschen Laufzeitverlängerungen dauerhaft zurück genommen und durch ein beschleunigtes Ausstiegsszenario ersetzt werden, mit einem forcierten Ausbau der erneuerbaren Energien und der Energieeffizienz.“

Am 3. April 2011 erklärte Nikolaus Schneider, der Ratsvorsitzende der EKD, er erwäge einen Aufruf an alle Christen in Deutschland, auf Ökostrom umzusteigen. Damit könne man die eigene atomkritische Haltung glaubwürdig vertreten. Da Menschen „Mängelwesen“ seien, bräuchten sie „eine Technologie, die Fehler verzeiht. Die Kernenergie verzeiht aber keine Fehler.“ Darum seien ein möglichst schneller Atomausstieg und eine Lösung für die Endlagerung radioaktiver Abfälle notwendig, damit dieser nicht exportiert werde.

## Ergebnis: Aufhebung der Laufzeitverlängerung
Am 15. April 2011 lud die Bundeskanzlerin die Ministerpräsidenten aller Bundesländer nach Berlin ein. Nach dem Treffen gab sie bekannt, das Bundeskabinett werde am 6. Juni 2011 die erforderlichen Gesetzentwürfe für den Atomausstieg billigen. Es sei „Eile geboten“.
In der Nacht zum 30. Mai 2011 beschloss die Bundesregierung, die endgültige Stilllegung der vom Moratorium betroffenen acht Reaktoren durch einen Gesetzesentwurf zu erreichen. Hierbei handelte es sich um Unterweser, Brunsbüttel, Krümmel, Biblis A und B, Philippsburg 1, Isar 1 sowie Neckarwestheim 1. Sie wurden demzufolge nach Ablauf des Moratoriums nicht wieder hochgefahren. Ursprünglich war geplant einen Kraftwerksblock, der von der Bundesnetzagentur zu bestimmen sein sollte, bis 2013 in Kaltreserve zu halten, um bei theoretisch denkbaren Kapazitätsengpässen im Winter, wie sie von den Stromnetzbetreibern als möglich eingestuft wurden, wieder in Betrieb genommen werden zu können. Darauf verzichtete die Bundesnetzagentur jedoch, da eine gesicherte Stromversorgung auch ohne diese Maßnahme möglich sei.
Obwohl der Deutsche Bundestag die Novelle des Atomgesetzes erst am 30. Juni beschloss, hatten die Kraftwerksbetreiber bereits zuvor zugesichert, ihre Kernkraftwerke nach Ablauf des Moratoriums nicht wieder hochzufahren.